# Enneberg
Enneberg (ladinisch Mareo, italienisch Marebbe) ist eine italienische Gemeinde in den Südtiroler Dolomiten mit 3182 Einwohnern (Stand 31. Dezember 2023). Enneberg gehört neben Corvara, Abtei (ladinisch Badia), Wengen (ladinisch La Val) und St. Martin in Thurn (ladinisch San Martin de Tor) zu den fünf ladinischen Gemeinden des Gadertals. Der deutsche Name wird auf die Bedeutung „von jenseits des Berges“ zurückgeführt.

## Geographie

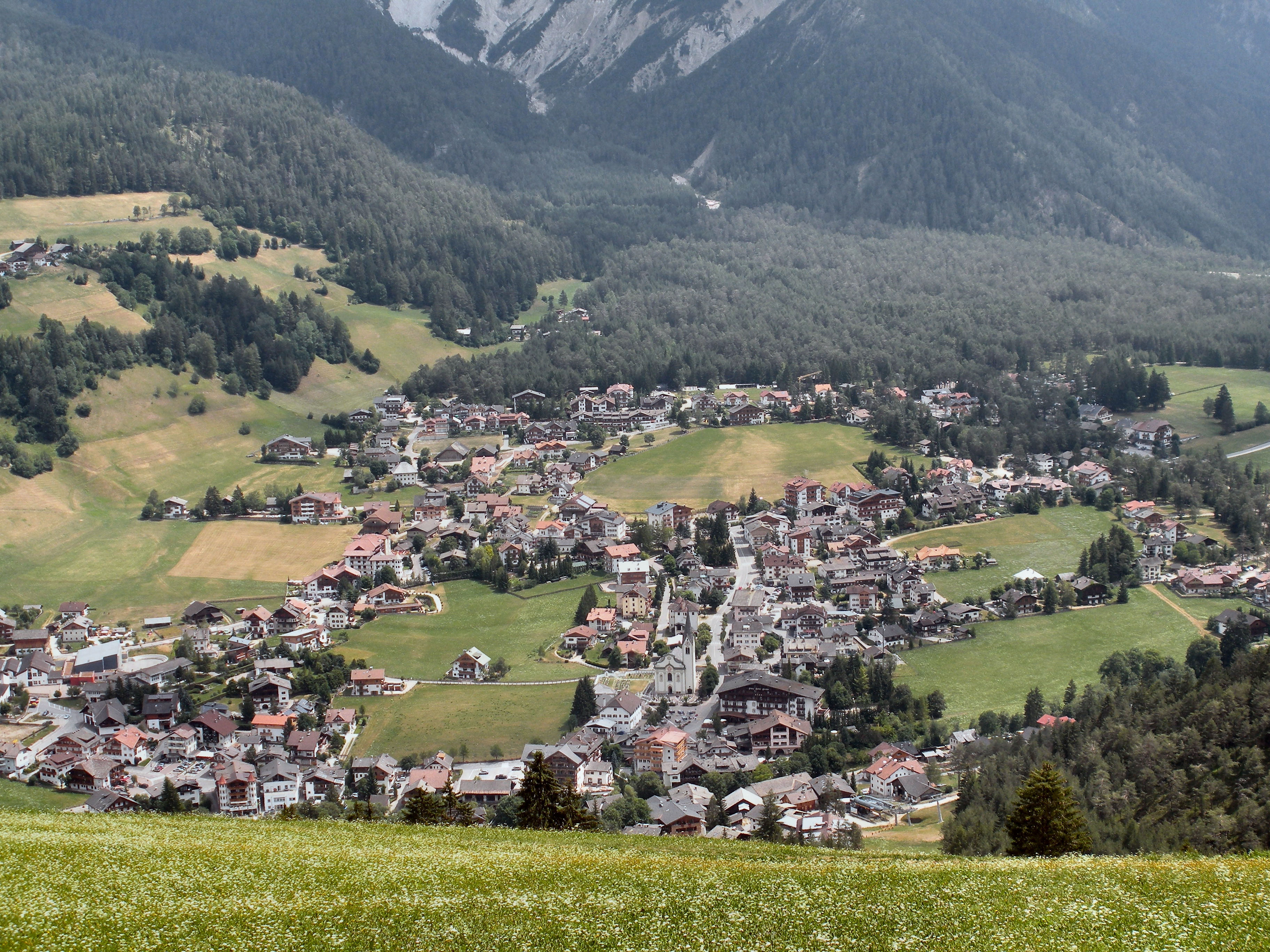
Blick auf St. Vigil

Enneberg ist unter den zu Südtirol gehörenden Gemeinden Ladiniens jene mit der größten Ausdehnung (161,34 km²). Die bedeutendsten Siedlungsflächen befinden sich im Enneberger Tal (auch Vigiltal, Val de Mareo), einem nach Südosten streichenden Seitental des unteren Gadertals (Val Badia), wo sich der Hauptort St. Vigil (1130–1250 m s.l.m., Al Plan), die Fraktionen Hof (1280–1300 m, Curt), Montal (1090–1120 m, Mantëna) und Pfarre (1260–1310 m, La Pli de Mareo), sowie zahlreiche für die Gegend typische Weiler (viles) befinden. Im Gadertal selbst, wo die Gader (Gran Ega) und der Vigilbach (Rü d’Al Plan) zusammenfließen, befinden sich die Fraktion Zwischenwasser (1000–1030 m, Longega) und östlich erhöht darüber Plaiken (1240–1280 m, Pliscia). Ebenfalls auf Enneberger Gemeindegebiet liegen Flächen westlich der Gader, darunter die Fraktion Welschellen (1370–1450 m, Rina) sowie Teile des Untermoitals (Val d’Antermëia), das vom Gadertal Richtung Südwesten abzweigt. Der Rest des Untermoitals zum Würzjoch (2003 m, Ju de Börz) hin und der südlich angrenzende Teil des Gadertals gehören zur Nachbargemeinde St. Martin in Thurn (San Martin de Tor), der unterste Abschnitt des Gadertals Richtung Norden hin liegt bereits außerhalb des ladinischen Sprachgebiets in der Gemeinde St. Lorenzen.

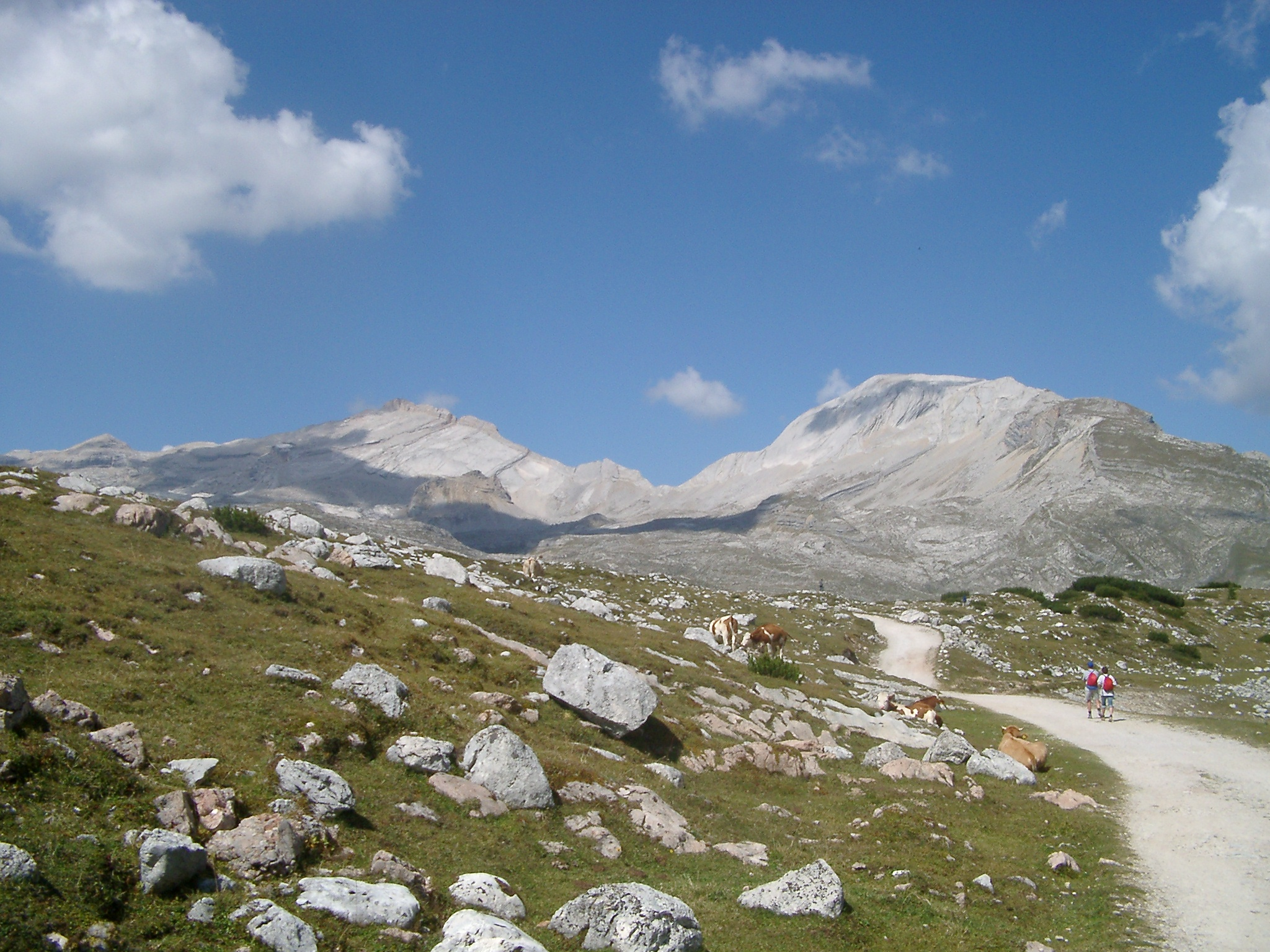
Blick von der Fanes-Alm auf Neuner, Zehner und Heiligkreuzkofel

Die Gemeinde Enneberg, insbesondere die sich weit nach Südosten bis zur Grenze zur Provinz Belluno (Venetien) ausdehnenden Gebiete, umfasst große Flächen unbesiedelter Berggebiete in den Dolomiten, die zu bedeutenden Teilen im Naturpark Fanes-Sennes-Prags unter Schutz gestellt sind und dort nach manchen Systematiken auch als Enneberger Dolomiten bezeichnet werden. Das Enneberger Tal verengt sich in südöstliche Richtung zunehmend und verläuft ab St. Vigil, von nun an Rautal (Val dai Tamersc) genannt, komplett unbesiedelt zwischen hohen Felswänden. Südlich des Tals, das hier durch den Pares (2396 m, Sas de Crosta) von der südlichen Nachbargemeinde Wengen abgeschirmt wird, erstrecken sich die Berge der Fanesgruppe. Am Ende des Rautals buchtet das Enneberger Gemeindegebiet nach Süden in das weitläufige Gebiet der Fanes-Hochfläche und der sie ungefähr kreisförmig umgebenden Gipfel aus; gegen den Uhrzeigersinn und im Norden beginnend finden sich hier: Antonispitze (2655 m, Piz de Sant’Antone), Neuner (2968 m, Sas dles Nü), Zehner (3026 m, Sas dles Diesc), Heiligkreuzkofel (2907 m, Sas dla Crusc), Piz Lavarela (3055 m, Piz de Lavarela), Piz Cunturines (3064 m, Piz dles Cunturines), Cima Scotoni (2874 m), Monte Cavallo (2911 m), Monte Casale (2898 m), Monte Castello (2817 m) und Col Bechei (2794 m).
Nördlich des Enneberger und des Rautals erstreckt sich der Enneberger Anteil der Pragser Dolomiten. Direkt nördlich über dem Ende des Rautals liegt die Sennes-Alm. Diese wird im Nordosten vom Seekofel (2810 m, Sas dla Porta) und im Nordwesten vom Muntejela de Senes (2787 m) überragt. Über dem Enneberger Tal befinden sich im Nordosten die Dreifingerspitze (2479 m, Col Alc), der Piz da Peres (2507 m) sowie – von den vorhergenannten durch den Furkelpass (1789 m, Ju de Furćia) getrennt – der Kronplatz (2275 m, Plan de Corones).
Westlich der Gader hat Enneberg schließlich noch Anteil an den nur sanft ausgeprägten Lüsner Bergen im Bereich der Lüsner Alm. Der bedeutendste Gipfel dort ist der Maurerberg (2332 m, Chi Jus).
Ganzjährig erreichbar ist Enneberg über die Gadertalstraße, die im Norden im Pustertal ihren Anfang nimmt, und von dort Richtung Süden nach Zwischenwasser führt, wo auch die Straße zum Hauptort der Gemeinde, St. Vigil, abzweigt. Außerdem besteht auch eine Passstraße über den Furkelpass, die St. Vigil Richtung Nordosten mit Olang im Pustertal verbindet. Von der Schneelage abhängig ist die Öffnung der Passstraße über das Würzjoch, die das mittlere und untere Gadertal Richtung Westen mit dem Raum Brixen im Eisacktal verbindet.

## Geschichte

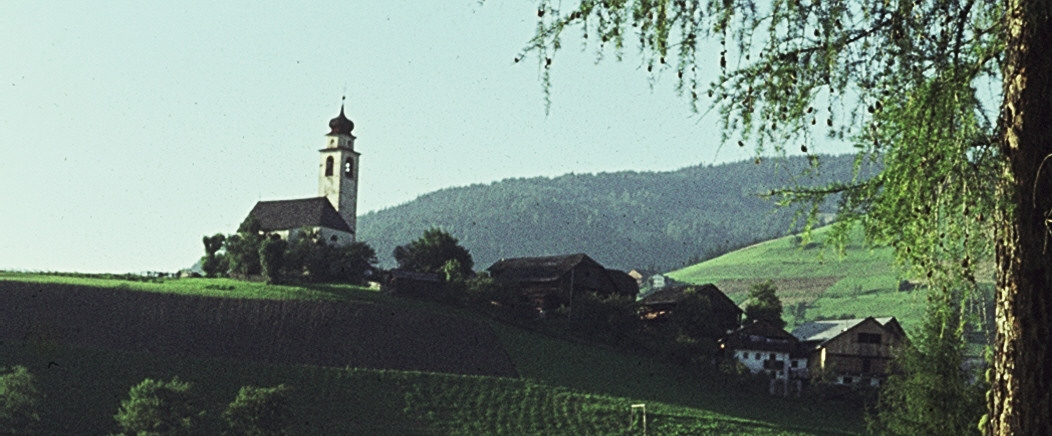
Hof (ladinisch Curt) in den 1960er Jahren

Der alte Hauptort Enneberg – 1039 urkundlich erstmals als Ennepergs genannt – war lange Zeit der zentrale Gerichtsort des Klosters Sonnenburg im Gadertal. Jenseits der Gemeindegrenze in Runch (Wengen) gab es für einfache Streitsachen eine Dépendance dieses Gerichts. Das alte gotische Richterhaus ist noch erhalten.
Am 5. April 1458 kam es zur Schlacht im Enneberg, bei der 50 Kämpfende, darunter Enneberger Bauern, den Tod fanden. Die Schlacht war hierbei Teil der Auseinandersetzung zwischen Nikolaus von Kues, dem Bischof von Brixen, und Verena von Stuben, der Äbtissin des Klosters Sonnenburg.
Enneberg gehörte bis zum Ende des Ersten Weltkriegs zum Gerichtsbezirk Enneberg und war Teil des Bezirks Bruneck. Das Bezirksgericht hatte seinen Sitz im Ortsteil Sankt Vigil.
1929 wurde die Gemeinde um das bis dato eigenständige Welschellen vergrößert.

## Politik
Bürgermeister seit 1952:
- Antonio Ties: 1952–1956
- Francesco Frenner: 1956–1960
- Antonio Ties: 1960–1967
- Antonio Feichter: 1967–1969
- August Ties: 1969–1980
- Lois Ellecosta: 1980–1985
- August Ties: 1985–1990
- Paolo Ties: 1990–1994
- Isidor Castlunger: 1994–1995
- Alberto Palfrader: 1995–2005
- Fortunato Ferdigg: 2005–2010
- Alberto Palfrader: 2010–2020
- Felix Ploner: 2020–2025
- Alberto Palfrader: seit 2025

## Bevölkerung
Enneberg ist gemäß den erhobenen Sprachgruppenzugehörigkeitserklärungen bzw. Sprachgruppenzuordnungserklärungen eine mehrheitlich ladinischsprachige Gemeinde. Als Berechnungsgrundlage der folgenden Prozentwerte wurden die gültigen Erklärungen von Personen mit italienischer Staatsbürgerschaft herangezogen.
| Sprache     | 1981    | 1991    | 2001    | 2011    | 2024    |
| ----------- | ------- | ------- | ------- | ------- | ------- |
| Ladinisch   | 95,50 % | 94,88 % | 93,30 % | 92,09 % | 92,23 % |
| Deutsch     | 3,04 %  | 3,41 %  | 3,95 %  | 2,89 %  | 3,45 %  |
| Italienisch | 1,46 %  | 1,71 %  | 2,75 %  | 5,02 %  | 4,32 %  |

## Bildung und Kultur
Enneberg ist Sitz eines Schulsprengels für die ladinische Sprachgruppe. Dieser umfasst auf dem Gemeindegebiet die drei Grundschulen in St. Vigil, in Welschellen und „Jepele Frontull“ in Pfarre, sowie die Mittelschule in St. Vigil. Dem Schulsprengel angeschlossen sind auch die drei Grundschulen und die Mittelschule der Nachbargemeinde St. Martin in Thurn.
Das Messner Mountain Museum Corones auf dem Gipfel des Kronplatzes ist dem Themenkomplex Fels, Klettern und Bergsteigen gewidmet.

## Sagen und Schwänke
- Im Osten grenzt an Enneberg die Gemeinde Cortina d’Ampezzo (die ebenfalls ladinisch ist). Mit dieser gab es von Alters her häufig Grenzstreitigkeiten um die Almen und Wiesen von Sennes. Ein Gottesgericht sollte den Streit schlichten. Vier Ampezzaner wuchteten einen schweren Stein über ihre Köpfe und begannen diesen nach Westen gen Enneberg zu tragen. Es war abgemacht, dass dort, wo sie diesen Stein abwerfen müssten, wenn ihnen schließlich die Kräfte ausgingen, die Grenze zwischen Ampezzo und Enneberg sein sollte. Was die Enneberger nicht wussten, war, dass die Ampezzaner mit dem Teufel im Bund waren. Sie hatten übermenschliche Kräfte und trugen den Stein immer weiter Richtung Pederü. Entsetzt schrie eine Enneberger Sennerin auf: „Jesses, sie nehmen uns die ganz Alm!“ Bei dem Wort „Jesus“ versagte der Teufelszauber, der Stein fiel zu Boden und begrub die vier Ampezzaner unter sich. Er markiert heute die Grenze zwischen Enneberg und Ampezzo.

- Die Äbtissin von Kloster Sonnenburg, die Landesherrin von Enneberg, gab einmal ein Gastmahl für ihre Gefolgsleute und Bauern in Enneberg. Doch bei all dem Essen und Trinken unterlief ihr ein peinliches und geräuschvolles Missgeschick. Geistesgegenwärtig sprang einer der Männer auf, tat so, als wäre er es gewesen, und entschuldigte sich bei der Versammlung. Zum Dank schenkte ihm die Äbtissin den Hof „Bühl“, der seitdem „Pfurzbühl“ heißt.

## Sport
In der Gemeinde Enneberg ist der Amateursportverein ASV La Pli (auch bekannt unter dem ladinischen Namen Uniun dal Sport La Pli oder kurz U.S. La Pli) seit 2024 aktiv. Der Verein spielt eine wichtige Rolle im lokalen Gemeinschafts- und Vereinsleben. Er gliedert sich in mehrere Sektionen, darunter eine Fußballabteilung mit einer Kleinfeldfußballmannschaft, sowie eine Sektion für Naturbahnrodeln, die auf den traditionellen Wintersport der Region ausgerichtet ist. Der Verein bietet sportliche Betätigungsmöglichkeiten und Veranstaltungen für alle Altersgruppen und trägt zur Förderung des Breitensports in der Gemeinde bei.

## Persönlichkeiten
- Katharina Lanz (1771–1854), Tiroler Freiheitsheldin
- Manfred Mölgg (* 1982), Gewinner des Slalom-Weltcups 2008
- Manuela Mölgg (* 1983), Skirennläuferin
- Alexander Ploner (* 1978), Skirennläufer